# Stopplaats Rijswijk-Wateringen
Stopplaats Rijswijk-Wateringen (telegrafische code: rw) is gebouwd als Station Rijswijk maar werd later hernoemd. Het is een voormalige stopplaats aan de Nederlandse spoorlijn Amsterdam - Rotterdam, destijds aangelegd en geëxploiteerd door de Hollandsche IJzeren Spoorweg-Maatschappij (HIJSM). De stopplaats lag ten zuidwesten van Rijswijk en ten noordoosten van Wateringen, nabij Landgoed te Werve en het voormalige landgoed Hilvoorde bij de spoorwegovergang van de Van Vredenburchweg.
De stopplaats lag noordelijker dan het huidige Station Rijswijk. Aan de spoorlijn werd de stopplaats voorafgegaan door station Den Haag HS en gevolgd door station Delft. Vanaf 1887 was tijdelijk stopplaats Kleiweg het eerstvolgende spoorwegstation. Stopplaats Rijswijk-Wateringen werd geopend op 3 juni 1847 en gesloten op 1 januari 1938. Bij het station was tot 1895 een wachthuis aanwezig, dat in dat jaar werd vervangen door een stationsgebouw.